# Вокоміс (Оклахома)
Вокоміс (англ. Waukomis) — місто (англ. town) в США, в окрузі Гарфілд штату Оклахома. Населення — 1349 осіб (2020).

## Географія
Вокоміс розташований за координатами 36°17′10″ пн. ш. 97°54′10″ зх. д. / 36.28611° пн. ш. 97.90278° зх. д. (36.286102, -97.902729).  За даними Бюро перепису населення США в 2010 році місто мало площу 8,56 км², з яких 8,53 км² — суходіл та 0,03 км² — водойми.

### Клімат
Місто знаходиться у зоні, котра характеризується вологим субтропічним кліматом. Найтепліший місяць — липень із середньою температурою 28 °C (82.4 °F). Найхолодніший місяць — січень, із середньою температурою 2.5 °С (36.5 °F).
| Клімат Вокоміса         | Клімат Вокоміса | Клімат Вокоміса | Клімат Вокоміса | Клімат Вокоміса | Клімат Вокоміса | Клімат Вокоміса | Клімат Вокоміса | Клімат Вокоміса | Клімат Вокоміса | Клімат Вокоміса | Клімат Вокоміса | Клімат Вокоміса | Клімат Вокоміса |
| Показник                | Січ.            | Лют.            | Бер.            | Квіт.           | Трав.           | Черв.           | Лип.            | Серп.           | Вер.            | Жовт.           | Лист.           | Груд.           | Рік             |
| Абсолютний максимум, °C | 27,8            | 32,8            | 37,8            | 36,7            | 40              | 45,6            | 46,7            | 46,1            | 43,3            | 43,3            | 30,6            | 28,9            | 46,7            |
| Середній максимум, °C   | 8,9             | 11,7            | 17,3            | 22,3            | 26,4            | 32,4            | 35,3            | 35,3            | 31              | 24,6            | 16,4            | 10,1            | 22,7            |
| Середня температура, °C | 2,5             | 4,7             | 9,7             | 15              | 19,7            | 25,3            | 28              | 27,8            | 23,5            | 17,2            | 9,3             | 3,7             | 15,6            |
| Середній мінімум, °C    | −3,9            | −2,3            | 2,1             | 7,7             | 13              | 18,3            | 20,7            | 20,3            | 16,1            | 9,7             | 2,3             | −2,6            | 8,4             |
| Абсолютний мінімум, °C  | −25,6           | −27,8           | −17,2           | −7,8            | −2,8            | 6,1             | 10              | 6,7             | 1,1             | −10,6           | −14,4           | −20,6           | −27,8           |
| Норма опадів, мм        | 27              | 30              | 41              | 84              | 113             | 101             | 76              | 77              | 78              | 69              | 42              | 30              | 769             |
| Днів з опадами          | 4               | 4               | 5               | 6               | 9               | 7               | 6               | 5               | 5               | 5               | 4               | 3               | 63              |
| Днів з дощем            | 2               | 3               | 3               | 5               | 7               | 5               | 4               | 4               | 3               | 3               | 2               | 1               | 47              |
| Вологість повітря, %    | 69              | 69              | 63              | 62              | 68              | 64              | 61              | 60              | 58              | 61              | 63              | 66              | 64              |
| ----------------------- | --------------- | --------------- | --------------- | --------------- | --------------- | --------------- | --------------- | --------------- | --------------- | --------------- | --------------- | --------------- | --------------- |
| Джерело: Weatherbase    |                 |                 |                 |                 |                 |                 |                 |                 |                 |                 |                 |                 |                 |

## Демографія
Згідно з переписом 2010 року, у місті мешкало 1286 осіб у 531 домогосподарстві у складі 379 родин. Густота населення становила 150 осіб/км².  Було 574 помешкання (67/км²).
Расовий склад населення:
| - 94,5 % — білих - 1,9 % — корінних американців - 0,4 % — чорних або афроамериканців - 0,1 % — азіатів |

До двох чи більше рас належало 2,6 %. Частка іспаномовних становила 2,1 % від усіх жителів.
За віковим діапазоном населення розподілялося таким чином: 24,3 % — особи молодші 18 років, 62,2 % — особи у віці 18—64 років, 13,5 % — особи у віці 65 років та старші. Медіана віку мешканця становила 38,6 року. На 100 осіб жіночої статі у місті припадало 95,7 чоловіків;  на 100 жінок у віці від 18 років та старших — 94,0 чоловіків також старших 18 років.
Середній дохід на одне домашнє господарство  становив 53 247 доларів США (медіана — 47 333), а середній дохід на одну сім'ю — 54 082 долари (медіана — 50 893). За межею бідності перебувало 18,7 % осіб, у тому числі 30,1 % дітей у віці до 18 років та 3,6 % осіб у віці 65 років та старших.
Цивільне працевлаштоване населення становило 691 осіб. Основні галузі зайнятості: освіта, охорона здоров'я та соціальна допомога — 23,9 %, роздрібна торгівля — 13,3 %, мистецтво, розваги та відпочинок — 10,1 %, науковці, спеціалісти, менеджери — 7,7 %.